# Ziua păcălelilor
Ziua păcălelilor, marcată în fiecare an la 1 aprilie, este o zi în care se fac diferite farse sau păcăleli. Trimiterea la o întâlnire inutilă a prietenilor sau alte farse similare sunt cunoscute, în cele mai multe țări europene, încă din secolul al XVI-lea. Obiceiul de a rezerva o zi pentru a face farse inofensive aproapelui a fost relativ obișnuit în lume din punct de vedere istoric.
O explicație a originii zilei păcălelilor este aceea că în anul 1564 regele Carol al IX-lea al Franței ar fi mutat sărbătorirea Anului Nou de pe data de 1 aprilie pe data de 1 ianuarie. Întrucât la vechiul An Nou (1 aprilie) se obișnuia să se împartă cadouri, s-a continuat împărțirea de cadouri și după anul 1564, dar sub forma unor farse și glume nevinovate.

## Originile
Deși originile zilei păcălelilor nu sunt cunoscute, există multe teorii în jurul ei.
O asociere disputată între 1 aprilie și păcăleală este în Povestirile din Canterbury (1392) de Geoffrey Chaucer. În „Povestea preotului călugăriței”, un cocoș vanitos pe nume Chauntecleer este păcălit de o vulpe pe „De când martie a început treizeci de zile și două”,  adică 32 de zile de la începutul lunii martie, adică 1 aprilie. Cu toate acestea, nu este clar dacă Chaucer se referea la 1 aprilie, deoarece textul „Povestea preotului călugăriței” mai spune că povestea are loc în ziua în care soarele este „în semnul Taurului avea runa y Douăzeci de grade și unu.”, care nu ar fi 1 aprilie. Savanții moderni cred că există o eroare de copiere în manuscrisele existente și că Chaucer a scris de fapt, „Syn March a dispărut”. Dacă da, pasajul ar fi însemnat inițial la 32 de zile după martie, adică 2 mai, aniversarea logodnei regelui Richard al II-lea al Angliei cu Ana de Boemia, care a avut loc în 1381.
În 1508, poetul francez Eloy d'Amerval s-a referit la un poisson d'avril (păcăleală de aprilie, literalmente „peștele lui aprilie”), posibil prima referire la sărbătoarea din Franța. Unii istorici sugerează că ziua păcălelilor a apărut deoarece, în Evul Mediu, Anul Nou era sărbătorit pe 25 martie în majoritatea orașelor europene, cu o sărbătoare care, în unele zone ale Franței, în special, se încheie la 1 aprilie,  iar cei care au sărbătorit Revelionul pe 1 ianuarie au râs de cei care au sărbătorit la alte date prin inventarea Zilei păcălelilor din aprilie. Utilizarea datei de 1 ianuarie ca Zi de Anul Nou a devenit comună în Franța abia la mijlocul secolului al XVI-lea și acea dată nu a fost adoptată oficial până în 1564, prin Edictul de la Roussillon, așa cum s-a cerut în timpul Conciliului de la Trent din 1563. Cu toate acestea, există probleme cu această teorie, deoarece există o referire neechivocă la Ziua păcălelilor din aprilie într-un poem din 1561 al poetului flamand Eduard de Dene despre un nobil care își trimite slujitorii în comisioane prostești la 1 aprilie, precedând schimbarea. Ziua păcălelilor din aprilie a fost, de asemenea, o tradiție consacrată în Marea Britanie, înainte ca 1 ianuarie să fie stabilit ca începutul anului calendaristic. 
În Țările de Jos, originea Zilei păcălelilor din aprilie este adesea atribuită victoriei olandeze din 1572 în capturarea lui Brielle, unde ducele spaniol Álvarez de Toledo a fost învins. „Op 1 april verloor Alva zijn bril” este un proverb olandez, care poate fi tradus prin: „La 1 aprilie, Alva și-a pierdut ochelarii”. În acest caz, „bril” („ochelari” în olandeză) servește ca omonim pentru Brielle (orașul în care s-a întâmplat). Această teorie, totuși, nu oferă nicio explicație pentru sărbătorirea internațională a Zilei păcălelilor din aprilie.
În 1686, John Aubrey s-a referit la sărbătoare drept „Ziua sfântă a proștilor”, prima referință britanică. La 1 aprilie 1698, mai mulți oameni au fost păcăliți să meargă la Turnul Londrei pentru a „vedea spălarea leilor”.

Deși nu se știe dacă vreun erudit al Bibliei sau istoric a menționat o conexiune, unii și-au exprimat convingerea că originile Zilei păcălelilor din aprilie pot merge până la narațiunea potopului din Geneză. Într-o ediție din 1908 a Harper's Weekly, caricaturistul Bertha R. McDonald a scris:
„Autoritățile o sprijină cu putere referitor la vremea lui Noe și a arcei lui Noe. Public Advertiser din Londra din 13 martie 1769 a tipărit: „Greșeala lui Noe care a trimis porumbelul din corabie înainte ca apa să se diminueze, în prima zi a lunii aprilie, și pentru a perpetua amintirea acestei eliberări s-a considerat potrivit, oricine a uitat o împrejurare atât de remarcabilă, ca să-i pedepsească trimițându-i într-o misiune aiurea sau imposibilă, asemănătoare cu acel mesaj ineficient la care a fost trimisă pasărea de către patriarh”.”

## Tradiții

### Regatul Unit
În Marea Britanie, o farsă de 1 Aprilie este uneori dezvăluită mai târziu prin strigătul „April Fool!” la destinatar, care devine astfel „nebunul de aprilie”. Un studiu din anii 1950, realizat de folcloriștii Iona și Peter Opie, a constatat că în Marea Britanie și în țările ale căror tradiții derivă din Marea Britanie, aceasta continuă să fie practica, obiceiul încetând la prânz, după care nu mai este acceptabil să faci farse. Astfel, o persoană care face o farsă după prânz este considerată ea însăși „nebunul/prostul de aprilie”.
În Scoția, Ziua păcălelilor din Aprilie a fost inițial numită „Ziua Huntigowk ”. Numele este o corupție a lui „hunt the gowk ”, gowk fiind scoțian pentru un cuc sau o persoană nebună; termeni alternativi în gaelică ar fi Là na Gocaireachd, „ziua cucului/nebunului”, sau Là Ruith na Cuthaige, „ziua umblării ca nebunul”. Farsa tradițională este să ceri cuiva să transmită un mesaj sigilat care se presupune că solicită ajutor de vreun fel. De fapt, mesajul spune „Nu râd, nu zâmbesc. Vânează nebunul/prostul încă o milă." Destinatarul, la citirea acestuia, va explica că poate ajuta doar dacă contactează mai întâi o altă persoană și trimite victima acestei următoare persoane cu un mesaj identic, cu același rezultat.
În Anglia, un „nebun/prost” este cunoscut sub câteva nume diferite în toată țara, inclusiv „noodle”, „gob”, „gobby” sau „noddy”.

### Irlanda
În Irlanda, era tradițional să se încredințeze victimei o „scrisoare importantă” care să fie dată unei anumite persoane. Acea persoană ar citi scrisoarea, apoi i-ar cere victimei să o ducă altcuiva și așa mai departe. Scrisoarea când este deschisă conține cuvintele „trimite prostul mai departe”.

### Italia, Franța, Belgia, zone francofone
În Italia, Franța, Belgia și zonele francofone din Elveția și Canada, tradiția de 1 aprilie este adesea cunoscută sub numele de „peștele de aprilie” (poisson d'avril în franceză, april vis în olandeză sau pesce d'aprile în italiană). Posibilele farse includ încercarea de a atașa un pește de hârtie pe spatele victimei fără ca acesta să observe. Această caracteristică de pește este prezentă în mod proeminent pe multe cărți poștale franceze de la sfârșitul secolului al XIX-lea până la începutul secolului al XX-lea. Multe ziare răspândesc, de asemenea, o poveste falsă de Ziua Peștelui din Aprilie, iar o referire subtilă la un pește este uneori dată ca un indiciu pentru faptul că este o farsă de 1 Aprilie. 

### Germania
În Germania, o farsă de 1 Aprilie este uneori dezvăluită ulterior strigând „Aprilie, aprilie!” la destinatar, care devine „nebunul/prostul de 1 aprilie”. 

### Țările nordice
Danezii, finlandezii, islandezii, norvegienii și suedezii sărbătoresc Ziua păcălelilor de 1 Aprilie (aprilsnar în daneză; aprillipäivä în finlandeză; aprilsnarr în norvegiană; aprilskämt în suedeză). Majoritatea presei va publica exact o poveste falsă pe 1 aprilie; pentru ziare, acesta va fi de obicei un articol de prima pagină, dar nu titlul principal.

### Polonia (Prima aprilis)
În Polonia, prima aprilis („întâi aprilie” în latină) ca zi de farse este o tradiție de secole. Este o zi în care se fac multe farse: uneori, farse foarte sofisticate sunt pregătite de oameni, mass-media (care cooperează adesea pentru a face „informația” mai credibilă) și chiar instituțiile publice. Activitățile serioase sunt de obicei evitate; fiecare cuvânt spus la 1 aprilie ar putea fi neadevărat. Convingerea pentru aceasta este atât de puternică încât alianța poloneză anti-turcă cu Leopold I, semnată la 1 aprilie 1683, a fost antedatată la 31 martie. Cu toate acestea, pentru unii polonezi, prima aprilis se încheie la prânzul zilei de 1 aprilie, iar glumele de prima aprilis după acea oră sunt considerate nepotrivite și neelegante.

### Ucraina
Ziua păcălelilor de 1 aprilie este sărbătorită pe scară largă în Odesa și are numele local special Humorina - în ucraineană Гуморина ( Humorina ). Această sărbătoare a apărut în 1973. O farsă a zilei de 1 aprilie este dezvăluită spunând „Первое Апреля, никому не верю” („Pervoye Aprelya, nikomu ne veryu”) – care înseamnă „Întâi aprilie, nu am încredere în nimeni” – destinatarului. Festivalul include o mare paradă în centrul orașului, concerte gratuite, târguri stradale și spectacole. Participanții la festival se îmbracă într-o varietate de costume și se plimbă prin oraș nebunește și făcând farse trecătorilor. Una dintre tradițiile de Ziua de 1 Aprilie este de a îmbrăca principalul monument al orașului în haine amuzante. Humorina are chiar și propriul logo  — un marinar vesel într-un colac de salvare - al cărui autor a fost artistul Arkady Tsykun. În timpul festivalului, suveniruri speciale care poartă sigla sunt tipărite și vândute peste tot. Din 2010, sărbătorirea Zilei Păcălelilor include și un Festival Internațional de Clovni și ambele sunt celebrate deodată. În 2019, festivalul a fost dedicat aniversării a 100 de ani de la fondarea Studioului de film Odesa și toate evenimentele au fost organizate cu accent pe cinema.

### Țările vorbitoare de limbă spaniolă
În multe țări vorbitoare de limbă spaniolă (și Filipine), „Día de los Santos Inocentes” (Ziua Sfinților Inocenți) este o festivitate care este foarte asemănătoare cu Ziua păcălelii de 1 Aprilie, dar este sărbătorită la sfârșitul lunii decembrie (27, 28 sau 29 în funcție de locație). 

### Turcia
Turcia are, de asemenea, un obicei cu farsele zilei de 1 aprilie. Farsele și glumele sunt de obicei verbale și sunt dezvăluite prin strigătul „Bir Nisan!” (1 Aprilie!).

### Iranul
În Iran, se numește " Dorugh-e Sizdah " (minciuna celor treisprezece) și oamenii și mass-media fac glume pe 13 Farvardin (Sizdah bedar), adică echivalentul cu 1 aprilie. Este o tradiție care are loc la 13 zile după Anul Nou persan Nowruz. În această zi, oamenii ies și își părăsesc casele și se distrează afară, mai ales în parcuri naturale. Se pare că s-au făcut farse de această sărbătoare din 536 î.Hr. în Imperiul Ahemenid.

### Israel
Israelul a adoptat obiceiul de a face glume de Ziua păcălelilor de 1 Aprilie.

### Liban
În Liban, o farsă de 1 Aprilie este dezvăluită spunând كذبة أول نيسان (care se traduce prin „Minciună de 1 aprilie”) destinatarului.

## În România
În România, o farsă de 1 Aprilie este dezvăluită spunând „păcăleală de 1 aprilie” destinatarului. Este cunoscut exemplul de la începutul anilor 2000 când, cu ocazia zilei de 1 aprilie, la știrile de la ora 17, Pro TV a difuzat o serie de știri senzaționaliste, neadevărate, ca o păcăleală, pe care le-a dezmințit ulterior.